# Baize (affluent de l'Orne en rive gauche)
Pour les articles homonymes, voir Baize.
La Baize est une rivière française de Normandie, dans le département de l'Orne, affluent de rive gauche de l'Orne (à ne pas confondre avec un autre affluent homonyme du même fleuve côtier, en rive droite et plus en aval).

## Géographie
La Baize s'appelle aussi en partie haute le ruisseau de la Tricoire, et prend source près du lieu-dit la Tricoire, à 214 m d'altitude.
De 15,3 km de longueur, elle se jette dans l'Orne à l'ouest d'Argentan sur la commune de Fontenai-sur-Orne, près du moulin de Fontenai, à 153 m d'altitude.

### Communes et cantons traversés
Dans le seul département de l'Orne, la Baize traverse les cinq communes suivantes, de l'amont vers l'aval, de Saint-Christophe-le-Jajolet (source), Vrigny, Argentan, Sarceaux, Fontenai-sur-Orne (confluence).
Soit en termes de cantons, la Baize prend source dans le canton de Mortrée et conflue dans le canton d'Argentan-Ouest, le tout dans l'arrondissement d'Argentan.

### Organisme gestionnaire
L'organisme gestionnaire est le SYMOA ou Syndicat Mixte de l'Orne et ses Affluents, créé depuis le 9 février 2012 par arrêté préfectoral.

## Affluent
La Baize a un seul affluent référencé :
- le ruisseau des Etangs (rg), 4,7 km sur les deux communes de Saint-Christophe-le-Jajolet (confluence), Vrigny (source)[5].